# Liste de lycées de Nancy
La liste des lycées de Nancy recense les lycées situés dans la ville de Nancy même, ainsi que dans l'agglomération nancéienne.

## Dans la ville de Nancy

### Lycées publics

#### Lycées d’enseignement général et technologique
- Lycée Henri-Loritz
- Lycée Henri-Poincaré
- Lycée Jeanne-d'Arc
- Lycée Frédéric-Chopin
- Lycée Georges-de-La-Tour

#### Lycées professionnels
- Lycée Jean-Prouvé de Nancy
- Lycée Paul-Louis-Cyfflé

### Lycées privés
- Lycée Notre-Dame Saint-Sigisbert
- Lycée Saint-Dominique
- Lycée Charles-de-Foucauld
- Lycée Claude-Daunot
- Lycée Marie-Immaculée
- Lycée Pierre-de-Coubertin
- Lycée Saint-Léon IX

## Dans les villes de l'agglomération nancéienne
- Lycée Arthur-Varoquaux (Tomblaine) ;
- Lycée Stanislas (Villers-lès-Nancy) ;
- Lycée La Malgrange (Jarville-la-Malgrange) ;
- Lycée Saint-Joseph (Laxou), fondé en 1874, fermé à l'été 2009 ;
- Lycée Jacques-Callot (Vandœuvre-lès-Nancy) ;
- Lycée Emmanuel-Héré (Laxou) ;
- Lycée Marie-Marvingt (Tomblaine).